# Esterholz (gemeindefreies Gebiet)

Lage des gemeindefreien Gebiets Esterholz im Landkreis Donau-Ries

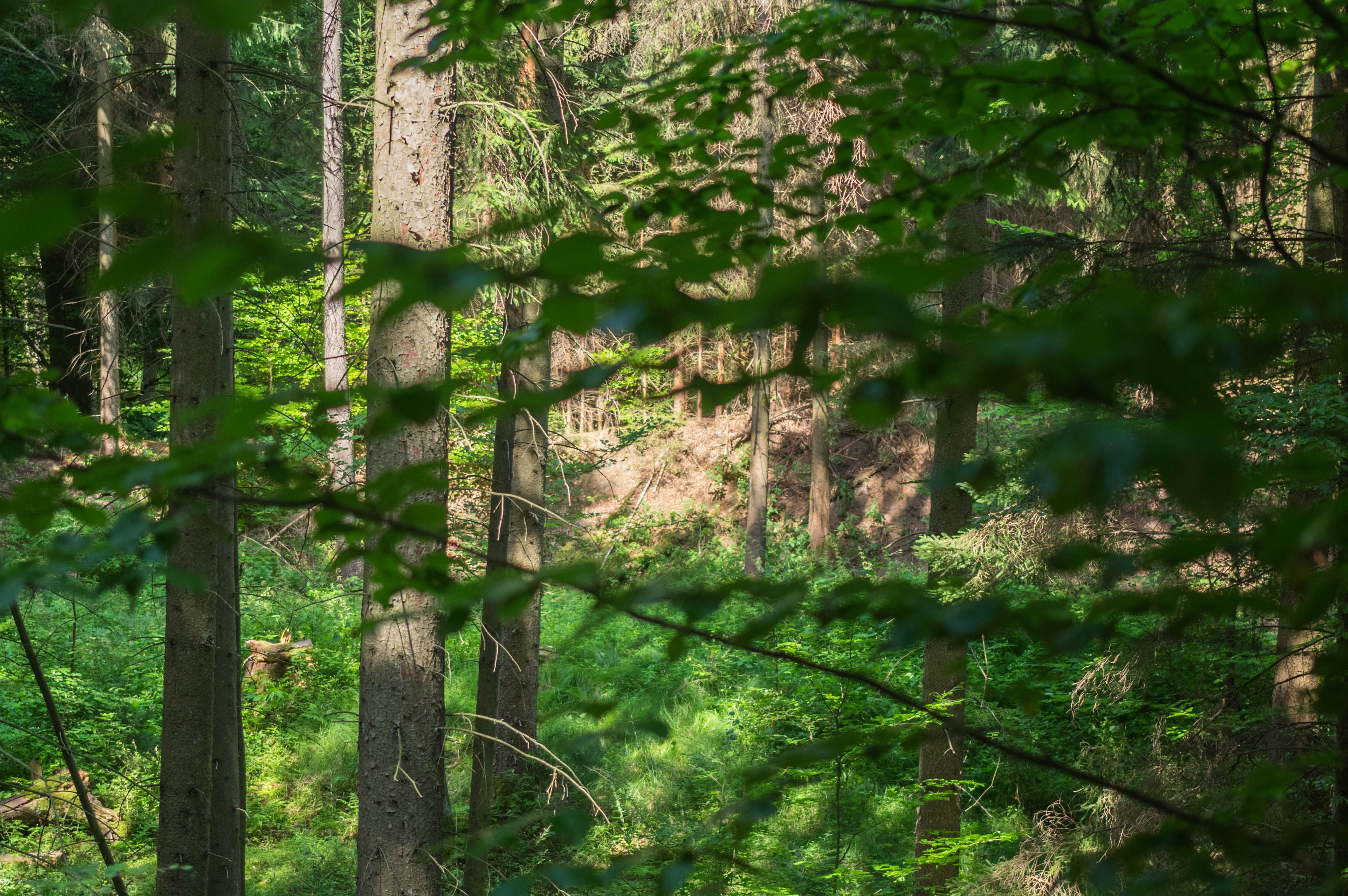
Geologische Orgel Haselbach

Das Esterholz ist ein 3,23 km² großes gemeindefreies Gebiet im Landkreis Donau-Ries in Schwaben in Bayern.

## Geographie
Das Gebiet ist ein Staatsforst und bildet ein Waldgebiet auf dem nordwestlich-südöstlich verlaufenden Höhenzug zwischen Rain (Lech) (Landkreis Donau-Ries, Schwaben) im Westen und Ehekirchen (Landkreis Neuburg-Schrobenhausen, Oberbayern) im Osten. Am Esterholz liegen die Gemarkungen Wallerdorf mit dem Ortsteil Agathenzell und Wächtering im Westen, Etting im Norden und Haselbach im Südosten. Nach Süden setzt sich das Waldgebiet mit dem Privatwald der Freiherren von Gumppenberg fort.

Der Wald liegt in den flachen tertiären Höhen der Aindlinger Terrassentreppe. Naturräumlich gehört er also zur Donau-Iller-Lech-Platte, die wiederum Teil des Alpenvorlandes ist, eine der Naturräumlichen Haupteinheiten Deutschlands.

## Geschichte
Im Esterholz befinden sich nahe Etting Hügelgräber („Dreibück“) mit Nachbestattung aus der Frühlatènezeit. Bei Agathenzell gibt es Reste einer jungsteinzeitlichen und bronzezeitlichen Siedlung.

Im Talgrund westlich des Esterholzes liegen nahe Wallerdorf römische Brandgräber.

Am Westhang des Esterholzes gibt es nahe Wächtering eine Schanzanlage mit Abschnittswall.

Die erste Erwähnung des Esterholzes (von Österholz, also Wald im Osten) war 1322, als Kaiser Ludwig der Bayer dem Kloster Niederschönenfeld erlaubte, Brennholz aus seinem herzoglichen Osterholz zu holen. Bis zum heutigen Tag ist das Esterholz staatlich.

1913 wurde eine Sägmühle („Säger-Anwesen“) am Esterholz in der Nähe von Etting erbaut.▼ Heute gibt es das Gewerbe nicht mehr, die Einöde besitzt jedoch immer noch die Straßenbezeichnung „Am Esterholz“.